# Best of the Beast
| 전문가 평가                      | 전문가 평가 |
| 평가 점수                        | 평가 점수   |
| 출처                             | 점수        |
| -------------------------------- | ----------- |
| AllMusic                         | [ 2 ]       |
| Collector's Guide to Heavy Metal | 7/10        |

《Best of the Beast》는 영국의 헤비 메탈 밴드 아이언 메이든의 첫 번째 컴필레이션 음반으로, 1996년에 발매되었다. 34트랙 (4디스크) 바이닐, 27트랙 (2디스크) CD, 16트랙 (싱글 디스크) CD, 미니디스크의 세 가지 포맷으로 발매되었다. 이 바이닐 버전은 현재까지 이 밴드의 가장 긴 음반으로, 3시간 이상 운영된다.

## 배경
트랙 목록은 컴필레이션 음반의 다양한 에디션에 약간 차이가 있지만, 주로 밴드의 싱글과 1980년~1995년 음반의 가장 유명한 곡들로 구성되어 있다. 또한 새로운 싱글 〈Virus〉, 이전에 발매되지 않은 라이브 버전의 〈Afraid to Shoot Strangers〉 그리고 〈Revelations〉도 포함되어 있다(후자는 바이닐 에디션만 해당). 〈Virus〉와 〈Afraid to Shoot Strangers〉는 둘 다 홍보 뮤직 비디오를 만들어냈으며, 이 중 후자는 오리지널 스튜디오 녹음을 부른 브루스 디킨슨의 후임으로 새로운 리드 보컬리스트 블레이즈 베일리와 함께 The X Factour에서 촬영되었다.
2CD 에디션은 1979년 밴드의 데모 테이프 겸 EP인 《The Soundhouse Tapes》(〈Iron Maiden〉과 〈Strange World〉)에 수록된 두 곡을 수록하고 있다. 한편, 4디스크 바이닐 압착기는 마지막 면에 있는 전체 《The Soundhouse Tapes》 EP를 포함하고 있으며, 같은 세션에서 〈Strange World〉를 추가했다. 이 바이닐 판은 매우 희귀해졌으며 음악 상점과 온라인 경매 사이트에서 수년간 꾸준히 가치가 증가했다. 일제의 압박이 계속적으로 가치가 상승하고 있음에도 표준판의 가치는 크게 변하지 않았다.
《Best of the Beast》는 오랫동안 절판되었으며 대부분의 국가에서 《Edward the Great》로 대체되었다.
커버 아트는 아이언 메이든의 초기 음반 커버 대부분을 만든 것으로 알려진 데릭 릭스가 디자인했다. 이 음반은 그의 가장 유명한 음반들을 합친 것으로, 《Piece of Mind》, 《Powerslave》, 《Somewhere in Time》, 《No Prayer for the Dying》 시대의 에디와 함께 〈The Trooper〉, 《Live After Death》, 《Killers》의 다시 디자인한 음반이다.

## 곡 목록
| #   | 제목                                        | 작사·작곡                              | 오리지널 발매                             | 재생 시간 |
| --- | ------------------------------------------- | -------------------------------------- | ----------------------------------------- | --------- |
| 1.  | 〈The Number of the Beast〉                 | 스티브 해리스                          | 《The Number of the Beast》 (1982년)      | 4:49      |
| 2.  | 〈Can I Play with Madness〉                 | 아드리안 스미스, 브루스 디킨슨, 해리스 | 《Seventh Son of a Seventh Son》 (1988년) | 3:31      |
| 3.  | 〈Fear of the Dark (Live)〉                 | 해리스                                 | 《A Real Live One》 (1993년)              | 7:21      |
| 4.  | 〈Run to the Hills〉                        | 해리스                                 | 《The Number of the Beast》 (1982년)      | 3:50      |
| 5.  | 〈Bring Your Daughter... to the Slaughter〉 | 디킨슨                                 | 《No Prayer for the Dying》 (1990년)      | 4:44      |
| 6.  | 〈The Evil That Men Do〉                    | 스미스, 디킨슨, 해리스                 | 《Seventh Son of a Seventh Son》 (1988년) | 4:35      |
| 7.  | 〈Aces High〉                               | 해리스                                 | 《Powerslave》 (1984년)                   | 4:31      |
| 8.  | 〈Be Quick or Be Dead〉                     | 디킨슨, 야닉 거스                      | 《Fear of the Dark》 (1992년)             | 3:21      |
| 9.  | 〈2 Minutes to Midnight〉                   | 스미스, 디킨슨                         | 《Powerslave》 (1984년)                   | 6:04      |
| 10. | 〈Man on the Edge〉                         | 블레이즈 베일리, 거스                  | 《The X Factor》 (1995년)                 | 4:18      |
| 11. | 〈Virus〉                                   | 해리스, 거스, 데이브 머레이, 베일리    | 비음반 싱글                               | 6:30      |
| 12. | 〈Running Free (Live)〉                     | 해리스, 폴 디애노                      | 《Live After Death》 (1985년)             | 3:25      |
| 13. | 〈Wasted Years〉                            | 스미스                                 | 《Somewhere in Time》 (1986년)            | 5:06      |
| 14. | 〈The Clairvoyant〉                         | 해리스                                 | 《Seventh Son of a Seventh Son》 (1988년) | 4:27      |
| 15. | 〈The Trooper〉                             | 해리스                                 | 《Piece of Mind》 (1983년)                | 4:11      |
| 16. | 〈Hallowed Be Thy Name〉                    | 해리스                                 | 《The Number of the Beast》 (1982년)      | 7:10      |

## 인증
| 국가                                                  | 인증     | 판매량/출하량 |
| ----------------------------------------------------- | -------- | ------------- |
| 아르헨티나 (CAPIF)                                    | 플래티넘 | 60,000^       |
| 브라질 (Pro-Música Brasil)                            | 골드     | 100,000*      |
| 핀란드 (Musiikkituottajat)                            | 골드     | 22,261        |
| 스웨덴 (GLF)                                          | 플래티넘 | 100,000^      |
| 영국 (BPI)                                            | 골드     | 100,000^      |
| *판매량을 기반으로 한 인증 ^출하량을 기반으로 한 인증 |          |               |